# Časová pásma v Rusku

UTC+2 (Moskevský čas -1), Kaliningradský čas
UTC+3 Moskevský čas
UTC+4 (Moskevský čas +1), Samarský čas
UTC+5 (Moskevský čas +2), Jekatěrinburský čas
UTC+6 (Moskevský čas +3), Omský čas
UTC+7 (Moskevský čas +4), Krasnojarský čas
UTC+8 (Moskevský čas +5), Irkutský čas
UTC+9 (Moskevský čas +6), Jakutský čas
UTC+10 (Moskevský čas +7), Vladivostocký čas
UTC+11 (Moskevský čas +8), Magadanský čas
UTC+12 (Moskevský čas +9), Kamčatský čas

Časová pásma v Rusku pokrývají délkový rozsah 171°21', což odpovídá časovému rozdílu nejvýchodnějšího a nejzápadnějšího cípu území Ruské federace 11,4 hodin. Tento rozdíl je administrativně rozdělen do 11 časových zón. Čas zón neodpovídá časovému pásmu, které by vyplývalo z příslušné zeměpisné délky, a vesměs se oproti němu předbíhá, místy až o dvě hodiny. Sezónní změna času není zavedena.

## Podrobnosti
Časový rozsah je od UTC+2 až do UTC+12. Zóny jsou číslovány od západu (1. zóna) k východu (11. zóna). Časová pásma mají definovánu vlastní škálu, která je stanovena ve vztahu k Moskevskému času (zkratka MSK) výnosem určenému jako UTC+3. Příslušné časy zón jsou na škále od MSK-1 (nejzápadnější) až po MSK+9 (nejvýchodnější). Pro větší přehlednost jsou časová pásma nazývána podle některého z významných měst, které v něm leží.
Hranice časových zón v zásadě kopírují hranice federálních subjektů tak, aby každý subjekt ležel pouze v jedné časové zóně. Výjimkou je Sacha, která spadá do tří zón (UTC+9, UTC+10, UTC+11). Přehled platnosti jednotlivých časů po federálních subjektech udává tabulka níže.
| Název času          | Časový posun UTC | Časový posun MSK | Federální subjekt | Poznámka |
| ------------------- | ---------------- | ---------------- | --- | --- |
| kaliningradský čas  | UTC+02:00        | MSK−1            | Kaliningradská oblast | |
| moskevský čas       | UTC+03:00        | MSK±0            | Adygejsko, Archangelská oblast, Bělgorodská oblast, Brjanská oblast, Čečensko, Čuvašsko, Dagestán, Ingušsko, Ivanovská oblast, Jaroslavská oblast, Kabardsko-Balkarsko, Kalmycko, Kalužská oblast, Karačajsko-Čerkesko, Karélie, Kirovská oblast, Komijská republika, Kostromská oblast, Krasnodarský kraj, Krym, Kurská oblast, Leningradská oblast, Lipecká oblast, Marijsko, Mordvinsko, Moskevská oblast, Moskva, Murmanská oblast, Něnecký autonomní okruh, Nižněnovgorodská oblast, Novgorodská oblast, Orelská oblast, Penzenská oblast, Petrohrad, Pskovská oblast, Rjazaňská oblast, Rostovská oblast, Sevastopol, Severní Osetie-Alanie, Smolenská oblast, Tambovská oblast, Tatarstán, Tulská oblast, Tverská oblast, Vladimirská oblast, Volgogradská oblast, Vologdská oblast, Voroněžská oblast | |
| samarský čas        | UTC+04:00        | MSK+1            | Astrachaňská oblast, Samarská oblast, Saratovská oblast, Udmurtsko, Uljanovská oblast | |
| jekatěrinburský čas | UTC+05:00        | MSK+2            | Baškirsko, Čeljabinská oblast, Chantymansijský autonomní okruh – Jugra, Jamalo-něnecký autonomní okruh, Kurganská oblast, Orenburská oblast, Permský kraj, Sverdlovská oblast, Ťumeňská oblast | |
| omský čas           | UTC+06:00        | MSK+3            | Omská oblast | |
| krasnojarský čas    | UTC+07:00        | MSK+4            | Altajská republika, Altajský kraj, Chakasko, Kemerovská oblast, Krasnojarský kraj, Novosibirská oblast, Tomská oblast, Tuva | |
| irkutský čas        | UTC+08:00        | MSK+5            | Burjatsko, Irkutská oblast | |
| jakutský čas        | UTC+09:00        | MSK+6            | Amurská oblast, Sacha (část), Zabajkalský kraj | v Saše tam spadají ulusy Aldanský, Amginský, Anabarský, Bulunský, Čurapčinský, Eveno-bytantajský, Gorný, Changalaský, Kobjajský, Lenský, Megino-kangalaský, Mirninský, Namský, Něrjungriský, Ňurbinský, Oljokminský, Oleňokský, Suntarský, Tatinský, Tomponský, Usť Aldanský, Usť Majský, Věrchněviljujský, Viljujský, Žiganský a město Jakutsk. |
| vladivostocký čas   | UTC+10:00        | MSK+7            | Chabarovský kraj, Přímořský kraj, Sacha (část), Židovská autonomní oblast | v Saše tam spadají ulusy Ojmjakonský, Usťjanský a Věrchojanský |
| magadanský čas      | UTC+11:00        | MSK+8            | Magadanská oblast, Sacha (část), Sachalinská oblast | v Saše tam spadají ulusy Abyjský, Allaichovský, Momský, Nižněkolymský, Sredněkolymský a Věrchněkolymský |
| kamčatský čas       | UTC+12:00        | MSK+9            | Čukotský autonomní okruh, Kamčatský kraj | |

## Historie

### Ruské impérium
Na území carského Ruska se používal místní sluneční čas (М = Т0 + Δ, kde Т0 je Greenwichský čas (GMT) а Δ je zeměpisná délka příslušného místa přepočítaná na čas podle vztahu 15 délkových stupňů = 1 hodina). S rozvojem železnic byl na nádražích zaveden jednotný Petrohradský čas, který měl podle výše uvedeného vztahu a polohy Pulkovské hvězdárny v Petrohradu hodnotu UTC+02:01:18,7.

### Sovětské období
Ještě za prozatímní vlády byl 1. července 1917 přijat systém letního času, který byl zrušen 1. července 1919 spolu se zavedením pásmového času v Sovětském Rusku. Vzniklo 11 časových pásem (od UTC+2 do UTC+12) a den byl definován od půlnoci do půlnoci. Tím se ukončila rozdílná počítání dnů na poledne, večery, rána, noci atp., která byla v Rusku rozšířena. Letní čas byl poté použit ještě v roce 1921 a v tom roce byl několikrát posunut čas jednotlivých pásem. Do celého Sovětského svazu byl pásmový čas rozšířen v r. 1924 a zároveň byl pro definování jiných časových pásem určen Moskevský čas (MSK).
16. června 1930 vydala Rada lidových komisařů dekret, kterým se Moskevský čas posunul o hodinu dopředu na UTC+3. Podle toho byl nazýván dekretovým časem a platil bez zásadní změny až do roku 1981. Hranice pásem se průběhem let měnily a to tak, že menší regiony přejímaly časové pásmo význačnějšího sousedního, vesměs západnějšího regionu. 1. dubna 1981 byl znovu zaveden periodický přechod na letní čas. V následujících letech docházelo ke změnám hranic pásem a do r. 1990 změnilo časové pásmo 30 oblastí nebo autonomních republik a šest svazových republik. Dekretový čas byl zrušen 31. března 1991 v celém Sovětském svazu a přitom byl s výjimkou středoasijských republik zachován přechod na letní čas. Moskevský čas se navrátil do stavu z r. 1924, tedy na UTC+2.

### Ruská federace
Pro všeobecnou nespokojenost byl v Ruské federaci dekretový čas obnoven 19. ledna 1992 a přitom došlo k významným změnám hranic mezi pásmy, především v evropské části Ruska, kde se mnoho oblastí posunulo do pásma Moskevského času. Periodické přechody na letní čas zůstaly zachovány. V následujících letech přešlo mnoho asijských oblastí k sousedním západnějším pásmům.
Množství časových pásem se stalo terčem kritiky, stejně tak i letní čas. V průběhu roku 2011 bylo předloženo několik projektů na úpravu časových pásem a federálním zákonem č. 107 z 3. června 2011 bylo zavedeno pouze 9 časových zón a moskevský čas určen jako UTC+4. Stav platící od 26. října 2014 se svoji úpravou s jedenácti zónami se značně podobá dekretovému času, přestože původně měla přibýt pouze zóna MSK+1, která v úpravě z roku 2011 chyběla.
Nicméně i tuto úpravu následovala série změn zákona vyvolaných zastupitelstvy federálních subjektů, přičemž se jednalo o posun +1 hodinu, neboli o přechod do východnější zóny. 27. března 2016 se tímto způsobem čas posunul v Astrachaňské oblasti a Uljanovské oblasti (MSK→MSK+1), Altajském kraji a Republice Altaj (MSK+3→MSK+4), Zabajkalském kraji (MSK+5→MSK+6), Sachalinské oblasti (MSK+7→MSK+8). 24. dubna 2016 se čas posunul z MSK+7 na MSK+8 v Magadanské oblasti, 29. května 2016 čas v Tomské oblasti (MSK+3→MSK+4) a 27. července 2016 čas v Novosibirské oblasti (MSK+3→MSK+4). 4. prosince 2016 byl upraven čas v Saratovské oblasti z MSK na MSK+1 a stejným způsobem byl 28. října 2018 upraven čas ve Volgogradské oblasti. Volgogradská oblast se vrátila do MSK v prosinci 2020.

## Přehled změn času od července 1917 do 2014
| Datum      | Okamžik časové změny | Změna  | Platnost a druh změny                                              | Čas v Moskvě (UTC) |
| ---------- | -------------------- | ------ | ------------------------------------------------------------------ | ------------------ |
| 01.07.1917 | 23:00                | +01:00 | Rusko, zavedení letního času                                       | +3:30:48           |
| 28.12.1917 | 00:00                | −01:00 | Sovětské Rusko, ukončení letního času                              | +2:30:48           |
| 31.05.1918 | 22:00                | +02:00 | Sovětské Rusko, zavedení letního času                              | +4:30:48           |
| 17.09.1918 | 00:00                | −01:00 | Sovětské Rusko, ukončení letního času                              | +3:30:48           |
| 31.05.1919 | 23:00                | +01:00 | Sovětské Rusko, zavedení letního času                              | +4:30:48           |
| 01.07.1919 | 02:00                |        | Sovětské Rusko, zavedení pásmového času                            | +4:00:00           |
| 16.08.1919 | 00:00                | −01:00 | Sovětské Rusko, ukončení letního času                              | +3:00:00           |
| 14.02.1921 | 23:00                | +01:00 | Sovětské Rusko, zavedení letního času                              | +4:00:00           |
| 20.03.1921 | 23:00                | +01:00 | Sovětské Rusko, posun času                                         | +5:00:00           |
| 01.09.1921 | 00:00                | −01:00 | Sovětské Rusko, ukončení letního času                              | +4:00:00           |
| 01.10.1921 | 00:00                | −01:00 | Sovětské Rusko, posun času                                         | +3:00:00           |
| 01.10.1922 | 00:00                | −01:00 | Sovětské Rusko, posun času                                         | +2:00:00           |
| 02.05.1924 | 00:00                |        | Sovětský svaz, zavedení pásmového času, zavedení Moskevského času  | +2:00:00           |
| 21.06.1930 | 00:00                | +01:00 | Sovětský svaz, zavedení dekretového času                           | +3:00:00           |
| 01.03.1957 | 00:00                |        | Sovětský svaz, změna hranic časových pásem                         | +3:00:00           |
| 01.04.1981 | 00:00                | +01:00 | Sovětský svaz, zavedení letního času, změna hranic časových pásem  | +4:00:00           |
| 01.10.1981 | 00:00                | −01:00 | Sovětský svaz, ukončení letního času                               | +3:00:00           |
| 01.04.1982 | 00:00                | +01:00 | Sovětský svaz, zavedení letního času, změna hranic časových pásem  | +4:00:00           |
| 01.10.1982 | 00:00                | −01:00 | Sovětský svaz, ukončení letního času                               | +3:00:00           |
| 01.04.1983 | 00:00                | +01:00 | Sovětský svaz, zavedení letního času                               | +4:00:00           |
| 01.10.1983 | 00:00                | −01:00 | Sovětský svaz, ukončení letního času                               | +3:00:00           |
| 01.04.1984 | 00:00                | +01:00 | Sovětský svaz, zavedení letního času                               | +4:00:00           |
| 30.09.1984 | 03:00                | −01:00 | Sovětský svaz, ukončení letního času                               | +3:00:00           |
| 31.03.1985 | 02:00                | +01:00 | Sovětský svaz, zavedení letního času                               | +4:00:00           |
| 29.09.1985 | 03:00                | −01:00 | Sovětský svaz, ukončení letního času                               | +3:00:00           |
| 30.03.1986 | 02:00                | +01:00 | Sovětský svaz, zavedení letního času                               | +4:00:00           |
| 28.09.1986 | 03:00                | −01:00 | Sovětský svaz, ukončení letního času                               | +3:00:00           |
| 29.03.1987 | 02:00                | +01:00 | Sovětský svaz, zavedení letního času                               | +4:00:00           |
| 27.09.1987 | 03:00                | −01:00 | Sovětský svaz, ukončení letního času                               | +3:00:00           |
| 27.03.1988 | 02:00                | +01:00 | Sovětský svaz, zavedení letního času, změna hranic časových pásem  | +4:00:00           |
| 25.09.1988 | 03:00                | −01:00 | Sovětský svaz, ukončení letního času                               | +3:00:00           |
| 26.03.1989 | 02:00                | +01:00 | Sovětský svaz, zavedení letního času, změna hranic časových pásem  | +4:00:00           |
| 24.09.1989 | 03:00                | −01:00 | Sovětský svaz, ukončení letního času                               | +3:00:00           |
| 25.03.1990 | 02:00                | +01:00 | Sovětský svaz, zavedení letního času, změna hranic časových pásem  | +4:00:00           |
| 30.09.1990 | 03:00                | −01:00 | Sovětský svaz, ukončení letního času, změna hranic časových pásem  | +3:00:00           |
| 31.03.1991 | 02:00                |        | Sovětský svaz, zavedení letního času, zrušení dekretového času     | +3:00:00           |
| 29.09.1991 | 03:00                | −01:00 | Sovětský svaz ukončení letního času, přechod k pásmovému času      | +2:00:00           |
| 19.01.1992 | 02:00                | +01:00 | Ruská federace, časový posun (návrat k dekretovému času)           | +3:00:00           |
| 28.03.1992 | 23:00                | +01:00 | Ruská federace, zavedení letního času                              | +4:00:00           |
| 26.09.1992 | 23:00                | −01:00 | Ruská federace, ukončení letního času                              | +3:00:00           |
| 28.03.1993 | 02:00                | +01:00 | Ruská federace, zavedení letního času                              | +4:00:00           |
| 26.09.1993 | 03:00                | −01:00 | Ruská federace, ukončení letního času                              | +3:00:00           |
| 27.03.1994 | 02:00                | +01:00 | Ruská federace, zavedení letního času                              | +4:00:00           |
| 25.09.1994 | 03:00                | −01:00 | Ruská federace, ukončení letního času                              | +3:00:00           |
| 26.03.1995 | 02:00                | +01:00 | Ruská federace, zavedení letního času                              | +4:00:00           |
| 24.09.1995 | 03:00                | −01:00 | Ruská federace, ukončení letního času                              | +3:00:00           |
| 31.03.1996 | 02:00                | +01:00 | Ruská federace, zavedení letního času                              | +4:00:00           |
| 27.10.1996 | 03:00                | −01:00 | Ruská federace, ukončení letního času                              | +3:00:00           |
| 30.03.1997 | 02:00                | +01:00 | Ruská federace, zavedení letního času, změna hranic časových pásem | +4:00:00           |
| 26.10.1997 | 03:00                | −01:00 | Ruská federace, ukončení letního času                              | +3:00:00           |
| 29.03.1998 | 02:00                | +01:00 | Ruská federace, zavedení letního času                              | +4:00:00           |
| 25.10.1998 | 03:00                | −01:00 | Ruská federace, ukončení letního času                              | +3:00:00           |
| 28.03.1999 | 02:00                | +01:00 | Ruská federace, zavedení letního času                              | +4:00:00           |
| 31.10.1999 | 03:00                | −01:00 | Ruská federace, ukončení letního času                              | +3:00:00           |
| 26.03.2000 | 02:00                | +01:00 | Ruská federace, zavedení letního času                              | +4:00:00           |
| 29.10.2000 | 03:00                | −01:00 | Ruská federace, ukončení letního času                              | +3:00:00           |
| 25.03.2001 | 02:00                | +01:00 | Ruská federace, zavedení letního času                              | +4:00:00           |
| 28.10.2001 | 03:00                | −01:00 | Ruská federace, ukončení letního času                              | +3:00:00           |
| 31.03.2002 | 02:00                | +01:00 | Ruská federace, zavedení letního času                              | +4:00:00           |
| 27.10.2002 | 03:00                | −01:00 | Ruská federace, ukončení letního času                              | +3:00:00           |
| 30.03.2003 | 02:00                | +01:00 | Ruská federace, zavedení letního času                              | +4:00:00           |
| 26.10.2003 | 03:00                | −01:00 | Ruská federace, ukončení letního času                              | +3:00:00           |
| 28.03.2004 | 02:00                | +01:00 | Ruská federace, zavedení letního času                              | +4:00:00           |
| 31.10.2004 | 03:00                | −01:00 | Ruská federace, ukončení letního času                              | +3:00:00           |
| 27.03.2005 | 02:00                | +01:00 | Ruská federace, zavedení letního času                              | +4:00:00           |
| 30.10.2005 | 03:00                | −01:00 | Ruská federace, ukončení letního času                              | +3:00:00           |
| 26.03.2006 | 02:00                | +01:00 | Ruská federace, zavedení letního času                              | +4:00:00           |
| 29.10.2006 | 03:00                | −01:00 | Ruská federace, ukončení letního času                              | +3:00:00           |
| 25.03.2007 | 02:00                | +01:00 | Ruská federace, zavedení letního času                              | +4:00:00           |
| 28.10.2007 | 03:00                | −01:00 | Ruská federace, ukončení letního času                              | +3:00:00           |
| 30.03.2008 | 02:00                | +01:00 | Ruská federace, zavedení letního času                              | +4:00:00           |
| 26.10.2008 | 03:00                | −01:00 | Ruská federace, ukončení letního času                              | +3:00:00           |
| 29.03.2009 | 02:00                | +01:00 | Ruská federace, zavedení letního času                              | +4:00:00           |
| 25.10.2009 | 03:00                | −01:00 | Ruská federace, ukončení letního času                              | +3:00:00           |
| 28.03.2010 | 02:00                | +01:00 | Ruská federace, zavedení letního času, změna hranic časových pásem | +4:00:00           |
| 31.10.2010 | 03:00                | −01:00 | Ruská federace, ukončení letního času                              | +3:00:00           |
| 27.03.2011 | 02:00                | +01:00 | Ruská federace, zavedení letního času, změna hranic časových pásem | +4:00:00           |
| 26.10.2014 | 02:00                | -01:00 | Ruská federace, změna hranic časových pásem                        | +3:00:00           |